# DB-Baureihe VB 141
Die Einachsanhänger der Baureihe VB 141 wurden für den Transport von Fahrrädern, Gepäck und teilweise für den Skitransport entwickelt.

## Geschichte
Basierend auf den von den Schweizerischen Bundesbahnen für die Roten Pfeile eingesetzten einachsigen Skianhänger ließ die Reichsbahn bei der Waggonfabrik Fuchs ein ähnliches Modell entwickeln, das für den Einsatz hinter den Aussichtstriebwagen ET 91 und VT 90 500 und 501 bestimmt war. Der Entwurf wurde jedoch nicht realisiert.
Ende 1951 gab die Bundesbahn zunächst zehn Einachsanhänger bei der Waggon- und Maschinenbau GmbH Donauwörth in Auftrag, von denen drei Exemplare (VB 141 120–122) wiederum für die Aussichtstriebwagen bestimmt waren und als Ski- und Gepäckanhänger dienten. Die anderen sieben Fahrzeuge erhielten Fahrradhalterungen und waren für die neuen Triebwagen der Baureihe VT 95 bestimmt.

## Technik
Der Wagenkasten hatte eine Breite von 2500 mm und eine Gesamthöhe von 1867 mm. Zur Be- und Entladung waren auf jeder Seite zwei breite und eine schmale Klappe über der Achse vorhanden. Die drei Wagen VB 141 120–122 erhielten eine Spezialkupplung für die Aussichtstriebwagen, die anderen die Standard-Scharfenbergkupplung des VT 95 und der Vorserien-VT 98. Zum Abstellen waren an beiden Stirnseiten Stützen vorhanden.

## Einsatz
Die 1952 ausgelieferten zehn Einachsanhänger bewährten sich zunächst im Betrieb, sodass ein Folgeauftrag von weiteren 50 Stück an die Waggonfabrik Fuchs vergeben wurde, die 1955 ausgeliefert und auf nahezu sämtliche VT 95-Bws verteilt wurden. Schon 1961 wurden jedoch fast alle Fahrzeuge ausgemustert, lediglich zwei Wagen blieben bis Ende 1968 zusammen mit Vorserien-VT 98 in Passau im Einsatz.